# Cueva de Gutmanis
Cueva de Gutmanis (en letón: Gūtmaņa ala) es la cueva más profunda en los países bálticos, que se encuentra en la orilla del río Gauja en el Parque nacional de Sigulda, en la nación europea de Letonia.
Posee 19 metros de profundidad, 12 metros de ancho y 10 metros de alto. La cueva se relaciona con la vieja historia letona de Maija, o de la Rosa de Turaida (1601 - 1620). Según la leyenda era una niña huérfana encontrada después de una batalla y que fue criada por el personal del castillo de Turaida. Ella se enamoró del jardinero y según cuenta la historia local se reunían en la cueva.